# ستيفن هاغان
ستيفن هاغان (بالإنجليزية: Stephen Hagan)‏ هو دبلوماسي أسترالي، ولد في 1959 في Cunnamulla ‏ في أستراليا.